# Herb obwodu żytomierskiego

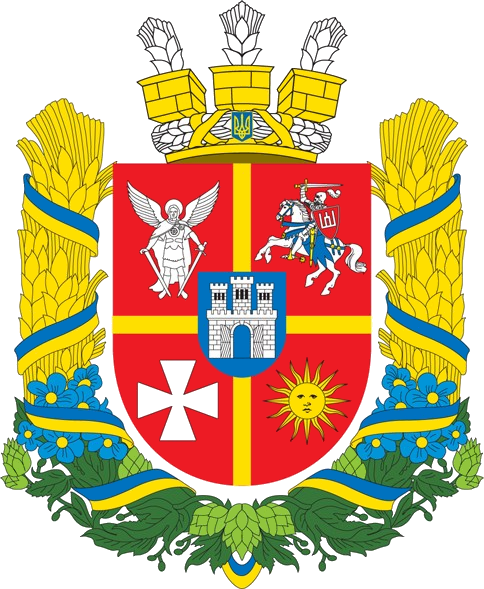
Herb obwodu żytomierskiego

Herb obwodu żytomierskiego przedstawia na tarczy o czerwonym polu dzielonym złotym krzyżem na cztery pola, w polu 1 - herb Kijowszczyzny (srebrny św. Michał Archanioła z  opuszczonym mieczem i pochwą). W polu  2 - Pogoń, herb Wielkiego Księstwa Litewskiego. Pole 3 - herb Wołynia (srebrny krzyż ). W polu 4 - słońce z herbu Podola. Na błękitnej tarczy sercowej herb Żytomierza. Herb został przyjęty 11 kwietnia 2003 roku i nawiązuje do historycznych herbów ziem wchodzących w skład obwodu.